# Albert Antoni de Schwarzburg-Rudolstadt
Albert Antoni de Schwarzburg-Rudolstadt (en alemany Albrecht Anton von Schwarzburg-Rudolstadt) va néixer a Rudolstadt (Alemanya) el 14 de novembre de 1641 i va morir a la mateixa ciutat el 15 de desembre de 1710. Era una noble alemany fill del comte Lluís Gunther I (1581-1646) i d'Emília d'Oldenburg-Delmenhorst (1614-1670)
Com era habitual en l'època, per a completar la seva formació va ser enviat durant una temporada a la cort de Lluís XIV de França. En morir el seu pare, el 1646, quan ell només tenia 6 anys, la seva mare va haver d'ocupar-se de la regència del comtat fins a la seva majoria d'edat, el 1662. El 1706 va ser nomenat Comissari imperial per l'emperador Josep I, amb l'assignació de les rendes de les ciutats de Mühlhausen i Goslar. El 1697 l'emperador li va concedir el rang de príncep de l'imperi, i el comtat de Schwarzburg-Rudolstadt esdevingué un principat, és a dir un Estat sobirà. Amb tot, la distinció no va arribar a ostentar-la mai, degut a la seva profunda religiositat que l'impulsava a la modèstia, especialment després de la mort de la seva germana Ludmilla Elisabet. El títol de príncep, doncs, l'assumí el seu fill Lluís Frederic.
Amic i promotor de la ciència, i inspirat pel seu esperit religiós, va estendre arreu del país nombroses iniciatives benèfiques per tal que molta gent pogués accedir-hi.

## Matrimoni i fills
El 7 de juliol de 1665 es va casar amb la comtessa Emília Juliana de Barby-Mühlingen (1637-1706), filla de comte Albert Frederic (1597-1641) i de Sofia Úrsula d'Oldenburg (1601-1642). Fruit d'aquest matrimoni en nasqué Lluís Frederic I de Schwarzburg-Rudolstadt (1667-1718), casat amb Anna Sofia de Saxònia-Gotha-Altenburg (1670-1728).